# Gyllene timmen (fotografi)

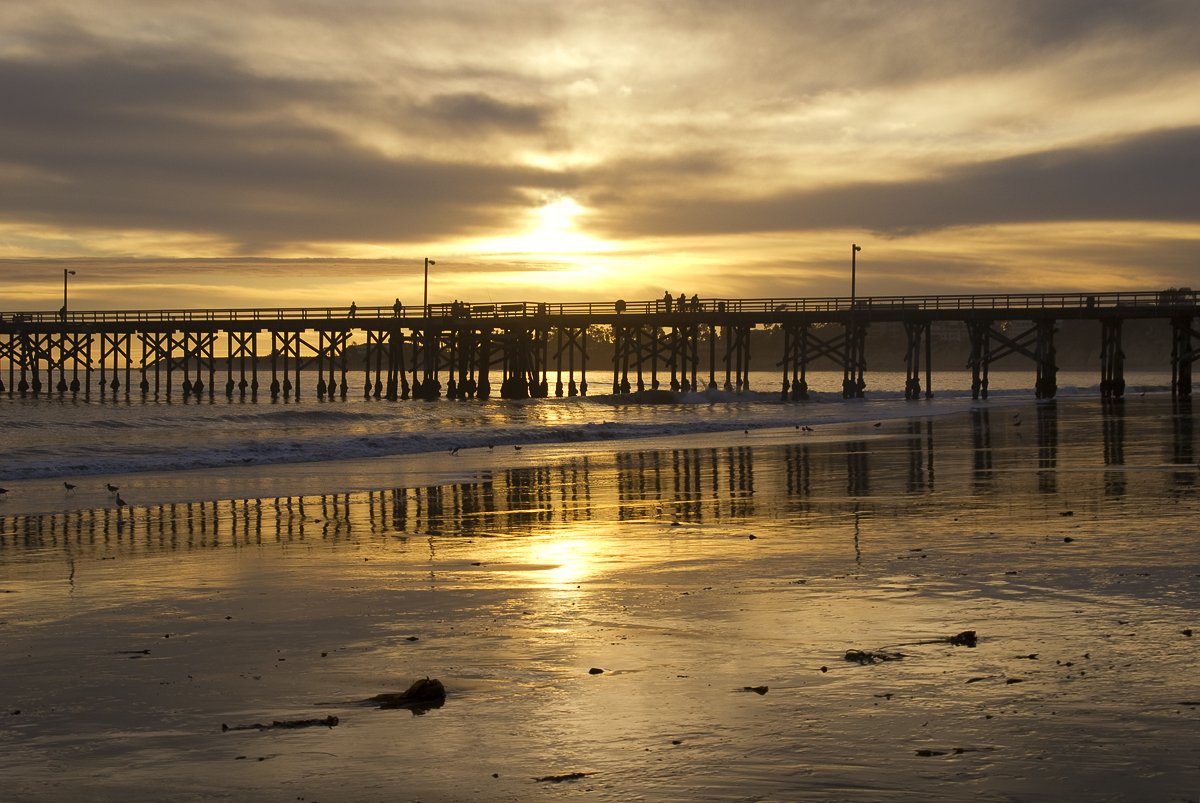
Bild på brygga tagen under gyllene timmen med lång skugga.

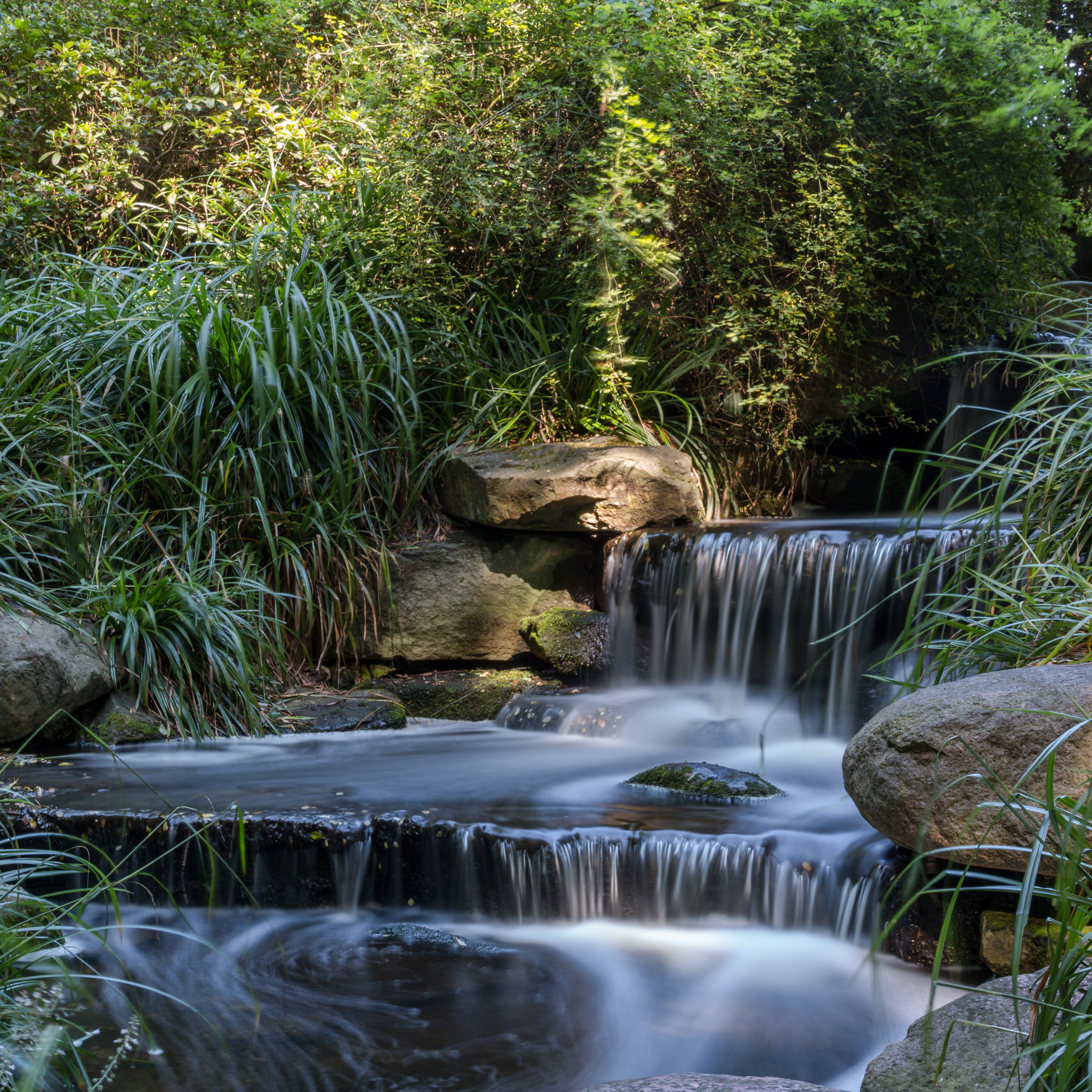
Vattnet i rörelse kommer att se suddigt ut när du fotograferar med långa slutartider.

Gyllene timmen används, främst inom fotografi, för den period av dagsljuset strax efter soluppgången och innan solnedgången när ljuset är mjukare än när solens strålar har större lyskraft och när den står högt. När det är mycket föroreningar och partiklar i luften så förändras färgerna i just solnedgången till att gå mot rött och lila.
När solen står lågt på horisonten så måste solstrålarna färdas genom atmosfären en längre sträcka. Det reducerar intensiteten av det direkta solljuset så att ljusets karaktär blir mjukare och indirekt. Ljuset bryts i atmosfären så att det blåa ljuset sprids och ljuset går mot det röda delen av spektrumet som en aftonrodnad. Effekten blir att solens låga vinkel skapar långa skuggor. 